# Вологодское авиапредприятие

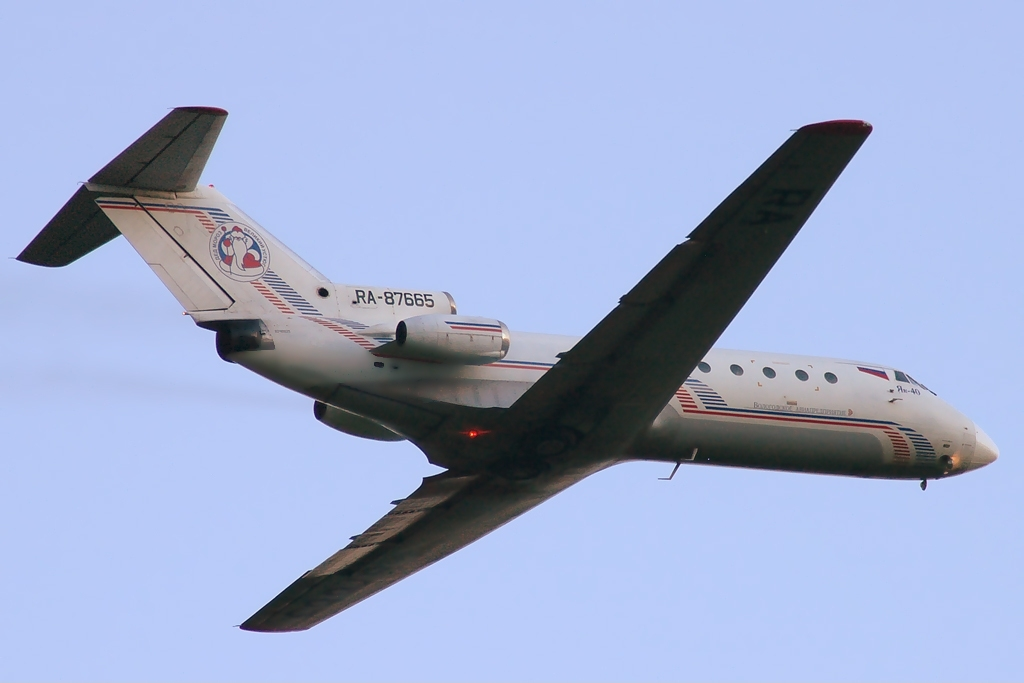
Як-40

Вологодское авиапредприятие — российская авиакомпания,  базирующаяся в аэропорту города Вологды. Выполняет регулярные местные и региональные пассажирские рейсы, работы по обслуживанию коммерческих рейсов, обслуживанию газо- и нефтемагистралей, поисково-спасательные работы и санавиации.

## История
6 октября 1928 года Президиум Вологодского Губернского исполкома Совета Рабочих, Крестьянских и Красноармейских депутатов приняли постановление о строительстве аэродрома в Вологде.
1 сентября 1931 года открывается воздушная линия Москва — Ярославль — Вологда — Архангельск.
С 1934 года три самолёта «Ш-2» стали постоянно базироваться в Череповце и летали в Кириллов, Вашки, Белозерск, Шолу. Посадочными площадками были озёра.
В 1937 году с вновьобразованием Вологодской области, на аэродром «Прилуки» в Вологду было поставлено звено самолётов «По-2».
К началу Великой Отечественной войны подразделения насчитывали 25 самолётов: По-2, С-1, Як-6. К 1948 году в подразделении было 20 самолётов По-2.
В 1953 году в авиаотряд поступил на эксплуатацию самолёт Ан-2, 1955 году — Як-12, 1958 году — вертолёт Ми-1.
Авиаотряд с 1952 года по 1963 год получил название «71 объединённый авиаотряд СТУ ГВФ». С 1963 года по 1991 год авиаотряд именовался «Вологодским объединённым авиаотрядом».
В «золотые» для советских авиаторов 1970—1980-е годы в авиаотряде насчитывалось 17 самолётов Як-40 и 30 — Ан-2, а численность коллектива доходила до полутора тысяч человек. Среди пунктов назначения значились Адлер, Архангельск, Мурманск, Великий Новгород, Пермь, Рига, Симферополь и практически все крупнейшие населённые пункты СССР. Зимой самолёты садились на поле на лыжах. Однако с реализацией программы «Дороги Нечерноземья» пассажиропоток стал снижаться.
В 1991 году отряд был переименован в «Вологодское авиапредприятие».
9 марта 2000 года произошла авиакатастрофа самолёта Як-40Д (бортовой номер 88170) в московском аэропорту Шереметьево. Все находившиеся на борту (5 членов экипажа + 4 пассажира) погибли. Причиной трагедии, по официальной версии, считается обледенение крыльев.
С 1 июля 2012 года прекращается регулярное местное авиасообщение через принадлежащие ОАО «Вологодское авиапредприятие» аэропорты Вологды, Вытегры и Кичменгского Городка по причине низкого пассажиропотока и нерентабельности. Начиная с 2009 года в Кичменгский Городок практически не было ни одного борта. Это связано с низкой платёжеспособностью жителей восточных районов. В сторону Вытегры за этот же период времени было принято лишь два самолёта, и то это были чартерные рейсы МЧС. Некомпенсированные бюджетом затраты на выполнение пассажирских перевозок «Вологодского авиапредприятия» составляли существенную сумму — порядка 60 миллионов рублей в год. Взамен этого областные власти, являющиеся основными акционерами авиапредприятия, предлагают развивать вертолётные авиаработы (прибыль от которых и покрывала полностью некомпенсируемые бюджетом расходы на содержание гражданских авиаперевозок) и провести при федеральной поддержке масштабную модернизацию аэропорта в Великом Устюге. На июнь 2012 года количество персонала составляло 300 человек.
С 2012 года ОАО «Вологодское авиапредприятие» переквалифицировалось на выполнение вертолётных авиаработ. Основные партнёры — предприятия по добыче газа и нефти, МЧС. Также, ОАО «Вологодское авиапредприятие» используется областными властями в качестве санитарной авиации. Проведённые организационные мероприятия позволили ОАО «Вологодскому авиапредприятию» остаться рентабельным и быть конкурентоспособным на рынке авиаперевозок.
В 2014 году принято решение о возобновлении регулярных авиарейсов. С 1 июня 2014 выполняется рейс Вологда — Москва (Внуково) 3 раза в неделю на самолётах Як-40.
С ноября 2016 года Вологодское авиапредприятие выполняет социально значимые грузовые и грузопассажирские рейсы на вертолётах Ми-8 в Ловозерском районе Мурманской области.
С 27 декабря 2022 года после десятилетнего перерыва был восстановлен внутриобластной рейс Вологда — Великий Устюг, выполняемый на самолётах Як-40.
В июне 2024 года АО «Вологодское авиационное предприятие» приобрело три самолёта Як-40 для выполнения пассажирских перевозок. В лётную эксплуатацию будут введены только два борта, третий пойдёт на запчасти.

## Флот
По состоянию на июнь 2025 года размер флота АО «Вологодское авиационное предприятие» составляет 18 самолётов и 15 вертолетов:

## Маршрутная сеть
По данным расписания на октябрь 2024 года авиакомпания осуществляет регулярные перевозки в следующие города:
- На самолётах Як-40:
  - Вологда — Москва-Внуково и обратно (8 раз в неделю) каждый день
  - Вологда — Санкт-Петербург-Пулково и обратно (2 раза в неделю) по вторникам и четвергам
  - Вологда — Великий Устюг и обратно (2 раза в неделю) по вторникам и четвергам

- На вертолётах Ми-8:
  - Ловозеро — Краснощелье
  - Ловозеро — Каневка — Сосновка[6]
  - Умба — Варзуга — Кузомень — Чаваньга — Тетрино — Стрельна — Чапома — Пялица — Умба[7]